# Воля-Жечицька
Воля-Жечицька (пол. Wola Rzeczycka) — село в Польщі, у гміні Радомишль-над-Сяном Стальововольського повіту Підкарпатського воєводства.
Населення — 830 осіб (2011).
У 1975-1998 роках село належало до Тарнобжезького воєводства.

## Демографія
Демографічна структура станом на 31 березня 2011 року:
|          | Загалом | Допрацездатний вік | Працездатний вік | Постпрацездатний вік |
| -------- | ------- | ------------------ | ---------------- | -------------------- |
| Чоловіки | 415     | 87                 | 282              | 46                   |
| Жінки    | 415     | 80                 | 248              | 87                   |
| Разом    | 830     | 167                | 530              | 133                  |